# Horlivka
Horlivka (ukrán: Горлівка) vagy Gorlovka (orosz: Горловка) város Ukrajna keleti részén, a Donecki területen. 2014 óta az önhatalmúlag kikiáltott Donyecki Népköztársaság ellenőrzése alatt áll.
A nevét Petro Gorlov (Горлов Петро) bányamérnökről kapta, aki megalapozta a donbászi szénbányászatot.

## Népessége
A 2001-es népszámlálás szerint a város népessége 309 652 fő volt.
2015. január 1-én a népessége már csak 250 991 fő volt.

### Etnikumok
Etnikai összetétele 2001-ben: 
- ukránok	51,4%
- oroszok	44,8%
- belaruszok 1,3%
- tatárok	0,3%
- örmények 0,3%